# Бухары (Владимирская область)
Бухары — деревня в Александровском районе Владимирской области России, входит в состав Каринского сельского поселения.

## География
Деревня расположена в 5 км на юго-запад от центра поселения села Большое Каринское и 10 км на юго-запад от города Александрова.

## История
В XIX — начале XX века деревня входила в состав Александровской волости Александровского уезда. В 1859 году в деревне числилось 26 дворов, в 1905 году — 40 дворов, в 1926 году — 56 дворов.
С 1929 года деревня являлась центром Бухарского сельсовета Александровского района, с 1941 года — в составе Каринского сельсовета Струнинского района, с 1965 года — в составе Александровского района, с 2005 года — в составе Каринского сельского поселения. 

## Население
| 1859 | 1905 | 1926 | 2002 | 2010 | 2021 |
| ---- | ---- | ---- | ---- | ---- | ---- |
| 155  | ↗243 | ↗278 | ↘170 | ↘159 | ↘101 |